# Centrale Langerbrugge
Centrale Langerbrugge is een voormalige Belgische thermische elektriciteitscentrale in Langerbrugge aan het kanaal Gent-Terneuzen. De centrale is beschermd als industrieel erfgoed.
In de onmiddellijke omgeving ligt de fabriek van Stora Enso, die anno 2017 twee kleinere eenheden telde met warmtekrachtkoppeling, waar voornamelijk hout- en papierstromen worden verstookt. Iets verderop langs het kanaal liggen de Centrale Rodenhuize en de Centrale Knippegroen.

## Geschiedenis
De Langerbruggecentrale lag aan de basis van de industriële ontwikkeling van de kanaalzone Gent-Terneuzen. Ze werd in 1913 gebouwd door de Centrales Électriques des Flandres et du Brabant (CEFB). Architect Eugène Dhuicque gebruikte een decoratieve baksteenstijl. Bij een fusie in 1956 werd de centrale eigendom van EBES, het latere Electrabel. Er verrees een 127 meter hoge schoorsteen.

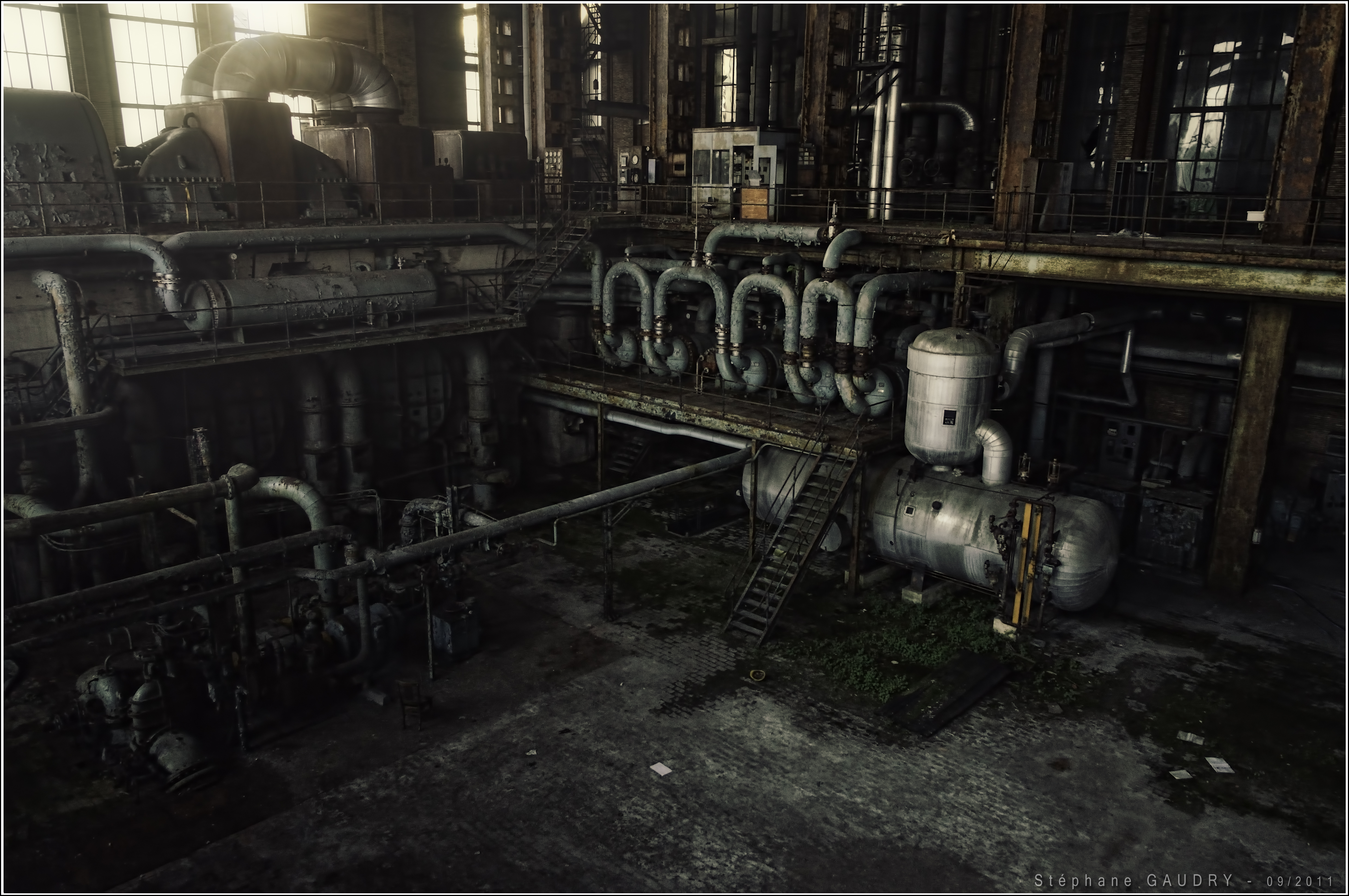

In 1959 werd een centrale opgestart die steenkool, stookolie en aardgas als brandstoffen gebruikte. Later kreeg Langerbrugge bijkomende eenheden: een ketel en een tegendrukstoomturbine met alternator (Groep 20), opgestart in 1974 om stoom te leveren aan de papierfabrieken van Langerbrugge, en in 1993 een gasturbine met alternator en een recuperatieketel met naverbranding (Groep 30). De fabriek leverde elektriciteit voor algemeen verbruik en processtoom aan de omliggende bedrijven (StoraEnso, Kronos, en Algist Bruggeman). Deze warmtekrachtkoppeling werd afgebouwd in 2010 en enkele jaren later definitief gestopt.
Op het buiten gebruik gestelde deel van de site huisde van 1986 tot 2000 het Energeia-Museum, waar bewaarde stoommachines en stoomturbines werden tentoongesteld. Het sloot nadat de directie van Electrabel besliste er niet langer geld in te steken.
De site is in 1999 beschermd, maar omdat de Raad van State deze maatregel in 2009 tenietdeed, is in 2013 een nieuw beschermingsbesluit aangenomen.
Tijdens afbraakwerken gingen dieven in 2012 aan de haal met grote hoeveelheden koper. Daarvoor ontmantelden ze waardevolle installaties, waaronder een compound-stoommachine uit 1912.